# Volvo Olympian
Der Volvo Olympian war ein Heckmotor-Doppeldeckerbus, den Volvo Bus in Irvine, North Ayrshire in Schottland, als Nachfolger des Leyland Olympian von 1992 bis 2000 produzierte. Ersetzt wurde die Modellreihe durch den Zweiachser Volvo B7TL bzw. den Dreiachser Volvo Super Olympian.

## Modellhistorie
Der Olympian hatte ein modifiziertes Fahrwerk seines Vorgängers Leyland Olympian; die vorhergehenden Karosserievarianten konnten weiter genutzt werden. Er erhielt die Lenkung von Volvo sowie das Volvo-Z-Cam-Bremssystem. Die ersten Modelle hatten entweder den Cummins Engine L10 mit 185 kW oder den Volvo-TD102KF-Dieselmotor mit 180 kW, gekoppelt mit einem Voith-DIWA- oder ZF-Ecomat-Getriebe. Ab Ende 1996 war nur noch der Volvo D10A mit 180-kW-Euro-II-Motor mit elektronischer Einspritzung erhältlich. Das Fahrwerk war auch mit Karosserien der Aufbauhersteller Walter Alexander Coachbuilders, Northern Counties und East Lancs (Pyoneer) erhältlich.
Der Volvo Olympian blieb in Großbritannien genauso populär wie sein Vorgänger. Ein Großteil der Produktion wurde nach Hongkong und Singapur exportiert.
Bis zur Produktionseinstellung im Jahr 2000 entstanden über 10.000 Leyland-/Volvo-Olympian-Chassis. Der letzte Bus der Modellreihe wurde für Yorkshire Coastliner gebaut und hatte eine Alexander-Royale-Karosserie.